# Hospental
Hospental est une commune suisse du canton d'Uri. La localité fait partie de l'association Les Plus Beaux Villages de Suisse depuis 2023. On y rouve les ruines du château d'Hospental.

## Géographie

Vue aérienne (1963).

Selon l'Office fédéral de la statistique, Hospental mesure 35,00 km2.

## Démographie
Selon l'Office fédéral de la statistique, Hospental compte 224 habitants en 2008. Sa densité de population atteint 6 hab./km2.
Le graphique suivant résume l'évolution de la population de Hospental entre 1850 et 2008 :